# Axel Hugo Theodor Theorell
Axel Hugo Theodor Theorell (Linköping, 6 de julho de 1903 — Estocolmo, 15 de agosto de 1982) foi um médico sueco especialista em bioquímica. Foi agraciado com o Nobel de Fisiologia ou Medicina de 1955, por estudos de processos de oxidação e respiração celular e realizou fundamentais pesquisas com enzimas.

## Biografia
Ele nasceu em Linköping como filho de Thure Theorell e sua esposa Armida Bill. Theorell foi para a escola secundária em Kedralskolan em Linköping e foi aprovado no exame em 23 de maio de 1921. Em setembro, ele começou a estudar medicina no Instituto Karolinska e em 1924 se graduou como bacharel em medicina. Ele então passou três meses estudando bacteriologia no Instituto Pasteur em Paris com o professor Albert Calmette. Em 1930, ele obteve seu diploma de MD com uma teoria sobre os lipídios do plasma sanguíneo e foi nomeado professor de química fisiológica no Instituto Karolinska.
Theorell, que dedicou toda a sua carreira à pesquisa de enzimas, recebeu o Prêmio Nobel de Fisiologia ou Medicina em 1955 pela descoberta das enzimas oxidorredutase e seus efeitos. Sua contribuição também consistiu na teoria dos efeitos tóxicos do fluoreto de sódio nos cofatores de enzimas humanas essenciais. Em 1936, ele foi nomeado chefe do recém-criado Departamento de Bioquímica do Instituto Nobel de Medicina, o primeiro pesquisador relacionado ao Instituto a receber o Prêmio Nobel. Seu trabalho levou a um progresso pioneiro nas desidrogenases de álcool, enzimas que decompõem o álcool no fígado e em outros tecidos. Ele recebeu títulos honorários em universidades na França, Bélgica, Brasil e Estados Unidos.

Theorell morreu em Estocolmo e está enterrado em Norra begravningsplatsen (O Cemitério do Norte) ao lado de sua esposa, Elin Margit Elisabeth (nascida Alenius) Theorell, uma renomada pianista e cravista que morreu em 2002.